# Берёзка (Татарстан)
Берёзка (тат. Каенлык) — село в Высокогорском районе Татарстана. Административный центр Берёзкинского сельского поселения.

## География
Находится в северо-западной части Татарстана на расстоянии приблизительно 14 км на север по прямой от районного центра поселка Высокая Гора у речки Сула.

## История
Основано в 1930-х годах как посёлок Дубъязской МТС, с 1977 года имеет нынешнее название.

## Население
Постоянных жителей было: в 1938 году — 76, в 1949 — 59, в 1958 — 127, в 1970 — 158, в 1989 — 277(русские 28 %, татары 70 %), 357 в 2002 году (татары 76 %), 377 в 2010.

## Транспорт
В первой половине 1990-х годов пригородный автобусный маршрут № 113 соединял село с Казанью (центральный автовокзал) через село Высокая Гора, санаторий «Каменка», Усады, Талмачи и Мамонино.